# درک اندرو (هنرپیشه)
درک اندرو (انگلیسی: Derek Richardson؛ زادهٔ ۱۸ ژانویهٔ ۱۹۷۶) یک هنرپیشه اهل ایالات متحده آمریکا است.

## گزیده فیلمشناسی
از فیلم‌ها یا برنامه‌های تلویزیونی که وی در آن نقش داشته‌است می‌توان به آثار زیر اشاره کرد.
- مسافرخانه (فیلم ۲۰۰۵) (۲۰۰۵)
- بدبو (فیلم) (۲۰۰۵)
- مسافرخانه (فیلم ۲۰۰۷) (۲۰۰۷)
- دکتر هاوس (۲۰۰۹)
- داستان ترسناک آمریکایی (۲۰۱۱)
- غیب‌گو (مجموعه تلویزیونی) (۲۰۱۲)
- مدیریت خشم (مجموعه تلویزیونی) (۲۰۱۲–۲۰۱۴)
- اسلحه مرگبار (مجموعه تلویزیونی) (۲۰۱۷)